# Juin 1763
Cette page présente les faits marquants du mois de juin 1763.

## Événements
- 2 juin, rébellion de Pontiac : les Ojibwés s'emparent de Fort Michilimakinac[1].